# Сіренко Іван Маркович
Іван Маркович Сіренко (23 серпня 1907, село Братолюбівка, тепер Кропивницького району, Кіровоградської області — 17 березня 1986, місто Кривий Ріг Дніпропетровської області) — радянський партійний діяч, 1-й секретар Криворізького міського комітету КП(б)У Дніпропетровської області.

## Біографія
Народився в селянській родині. Трудову діяльність розпочав у 1923 році теслею.
У 1927—1929 роках — член правління сільськогосподарського кредитного товариства.
З серпня 1929 року служив у військах прикордонної комендатури ДПУ.
Член ВКП(б) з 1930 року.
Закінчив радянсько-партійну школу в місті Кривому Розі, а у 1933 році — курси ЦК КП(б)У в Одесі.
У 1933—1935 роках — завідувач навчальної частини Криворізької радянсько-партійної школи, а потім завідувач Будинку партійного активу в Кривому Розі. У 1935—1938 роках викладав у Криворізькому державному педагогічному інституті.
У 1938—1940 роках — завідувач відділу кадрів Криворізького міського комітету КП(б)У Дніпропетровської області. У 1939—1940 роках — секретар Криворізького міського комітету КП(б)У Дніпропетровської області із кадрів.
У 1940—1941 роках — 1-й секретар Криворізького міського комітету КП(б)У Дніпропетровської області.У серпні 1941 року керував евакуацією промислових підприємств Кривого Рогу.
З 1941 року — на політичній роботі в Червоній армії (Південний фронт), учасник німецько-радянської війни. Брав участь у формуванні спецзагону Аркадія Шурупова.
У 1943—1944 роках — інструктор ЦК КП(б)У в Харкові, потім секретар Криворізького міського комітету КП(б)У на Первомайському руднику Жовтневого району міста Кривого Рогу.
У 1944 — серпні 1946 року — 1-й секретар Криворізького міського комітету КП(б)У Дніпропетровської області.
У 1946—1960 роках працював у Криворізькому державному педагогічному інституті, багато років був секретарем партійного комітету Криворізького заводу гірничого обладнання «Комуніст».
З 1960 року — персональний пенсіонер республіканського значення в Кривому Розі.
Помер 17 березня 1986 року в місті Кривому Розі.

## Нагороди
- орден Вітчизняної війни І ст. (6.04.1985)
- орден Червоної Зірки
- медалі
- Почесний громадянин міста Кривого Рогу (25.03.1975)